# Maximum Residue Limit
Maximum residue limit (najwyższy dopuszczalny poziom pozostałości) – najwyższe dopuszczalne stężenie pozostałości weterynaryjnych produktów leczniczych (zwane też Najwyższym Dopuszczalnym Poziomem  Pozostałości zanieczyszczeń chemicznych, biologicznych, produktów leczniczych i skażeń promieniotwórczych w roślinach, u zwierząt, w tkankach lub narządach zwierząt po uboju i w środkach spożywczych pochodzenia roślinnego lub zwierzęcego) jest ustalane poprzez Rozporządzenia Ministerstwa Rolnictwa i Rozwoju Wsi w oparciu o zalecenia Unii Europejskiej.
- MRL dla miodu (na podstawie Rozporządzenia Ministerstwa Rolnictwa z dnia 10 maja 2003)
  - kumafos  100 mµg/kg
  - amitraza  200 mµg/kg
  - Substancje niepodlegające maksymalnym limitom pozostałości w miodzie
    - flumetryna